# پایگاه نیروهوایی سلطنتی اودرن تایلند
پایگاه نیروهوایی سلطنتی اودرن تایلند (به انگلیسی: Udorn Royal Thai Air Force Base) یک فرودگاه پایگاه نیروی هوایی است . این فرودگاه در کشور تایلند قرار دارد .